# CRH380 B
El CRH380-B és un dels trens d'alta velocitat xinesos en servei a l'actualitat. Van ser dissenyats per Siemens i construïts a la Xina per CNR, ara CRRC Corporation. Posseïa a l'any 2014 el tercer lloc en vocitat de rodatge màxima obtinguda, aconseguint els 487,3 km/h, darrere del rècord dels seus similars europeus TGV Duplex i del TGV Atlantique; tots modificats.

## Història
El març de 2009 el Ministeri de Ferrocarrils de la Xina va adjudicar un contracte a la societat conjunta CNR/Siemens per a la construcció de 100 trens de 8 i 16 cotxes per ser lliurats a partir de l'octubre de 2010.
Els trens van ser fabricats per les filials de la CNR a la Xina, utilitzant tecnologia proveïda pel sistema Velaro de Siemens AG. En aquest contracte, Siemens actua com un proveïdor de components, participant amb només el 18 % del material de construcció per a la producció de les locomotores i vagons. Des del 13 de gener de 2011, realitza els serveis Xangai-Hangzhou i Xangai -Nanjing.
A causa d'un accident els 54 trens (BL) van ser retirats a mitjans de l'any 2011, a causa de problemes operatius en la línia d'alta velocitat Pequín - Xangai. Al desembre de 2011, els trens retirats van tornar al servei.

## Característiques
La velocitat màxima homologada per a aquestes unitats és de 380 km/h, encara que és capaç d'aconseguir velocitats encara majors. Aquests trens han estat designats com CRH380B (8 cotxes) i CRH380BL (16 cotxes) al setembre de 2010.